# Acalypha amphigyne
Acalypha amphigyne é uma espécie de flor do gênero Acalypha, pertencente à família Euphorbiaceae.